# قارچ ژولیده
قارچ ژولیده (که در برخی منابع به نام‌های «مغاک»، «دسینک» یا «مرد پشمالو» نیز شناخته می‌شود؛ نام علمی: Coprinus comatus)، نوعی قارچ رایج است که اغلب در چمنزارها، کنار جاده‌های شنی و دشت‌ها دیده می‌شود. این قارچ به دلیل داشتن تنه‌ای سفید استوانه‌ای شکل و کلاهکی که در ابتدا سفید بوده و سپس با گذر زمان به رنگ‌های صورتی و سیاه تغییر یافته و در نهایت در فرآیند خودتجزیه (دلیقیانس) فرو می‌رود، به «قارچ ژولیده» معروف شده است.
در مراحل اولیه رشد، تنه قارچ به شکل یک استوانه سفید از زمین بیرون می‌آید و پس از آن کلاهک زنگ‌وشکل به صورت تدریجی شکفته می‌شود. سطح کلاهک معمولاً با پولک‌های نازکی پوشیده است که به دلیل ظاهر لطیف و متالیک خود، موجب نام‌گذاری «ژولیده» می‌شود. پره‌های زیر کلاهک در ابتدا سفیدرنگ بوده و سپس به تدریج به رنگ‌های صورتی و نهایتاً سیاه تغییر می‌کنند؛ در این مرحله، مایع سیاه‌رنگی (هاگ) از آن‌ها سرازیر می‌شود. این روند خودتجزیه سریع، معمولاً طی چند ساعت پس از رسیدن به بلوغ، منجر به پوسیدگی و نابودی قارچ می‌گردد.
خوراکی بودن و نکات مصرفی:  
قارچ ژولیده در مراحل اولیه رشد قابل خوردن است؛ اما با شروع فرآیند سیاه شدن پره‌ها، مصرف آن توصیه نمی‌شود. برای مصرف ایمن، لازم است که قارچ را بلافاصله پس از برداشت، پیش از شروع فرآیند دلیقیانس، به‌صورت کوتاه‌مدت در آب به همراه کمی نمک جوشانده و سپس آبکشی کنند. همچنین باید توجه داشت که چنانچه قارچ به سایر قارچ‌های شبیه (مانند قارچ‌های سمی کلاهک جوهری جوان – Coprinopsis atramentaria) اشتباه گرفته شود، مصرف آن ممکن است خطرناک باشد؛ لذا چیدن این قارچ به افراد مبتدی توصیه نمی‌شود. همچنین، برخی گزارش‌ها هشدار می‌دهند که مصرف این قارچ به همراه نوشیدنی‌های الکلی می‌تواند منجر به عوارض گوارشی و تهوع شود، هرچند که این موضوع بیشتر در مورد قارچ‌های مشابه مورد بحث قرار گرفته است.  
برای اطلاعات بیشتر در مورد خوراکی بودن و نکات ایمنی، می‌توان به منابع تخصصی قارچ‌شناسی نظیر Mushrooms Demystified توسط دیوید آرورا مراجعه کرد.

## انتشار و زیستگاه
قارچ ژولیده در مناطق معتدل اروپا، آمریکای شمالی و در برخی نقاط آسیا یافت می‌شود. این قارچ به دلیل رشد سریع و فراوانی در محیط‌های مرطوب و چمنزارهای تازه‌زار، به یکی از گونه‌های رایج در بین قارچ‌های خوراکی تبدیل شده است.

## فرایند دلیقیانس (خودتجزیه)
یکی از ویژگی‌های منحصر به فرد این قارچ، فرایند دلیقیانس یا خودتجزیه آن است. پس از رسیدن به بلوغ، پره‌های زیر کلاهک به سرعت رنگ خود را تغییر داده و در نهایت به ماده‌ای سیاه تبدیل می‌شوند. این فرایند به‌عنوان یک سازگاری زیست‌محیطی تلقی می‌شود که ممکن است به انتشار اسپرم‌های قارچی کمک کند.